# Fossa Drusiana

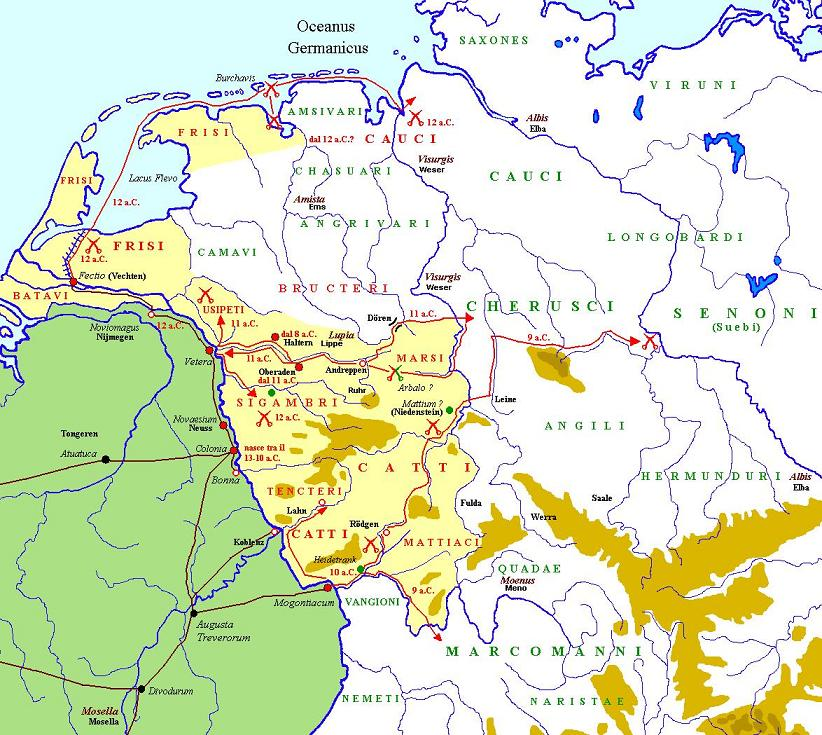
Campañas de Druso en Germania entre 12 a. C. y 9 a. C. con el trazado de la fossa Drusiana excavada entre el Rin y el Zuiderzee.

La Fossa Drusi o Fossa Drusiana es el nombre asignado desde época romana a un canal artificial excavado en época del emperador romano Augusto por orden del general Druso durante su campaña militar en Germania de 12 a. C.

## Construcción
El historiador Suetonio nos indica que:

Druso fue cuestor y después pretor, ejerciendo el mando sobre Recia y después sobre Germania, donde fue el primer general romano que navego sobre el mar septentrional, excavando un canal para comunicar ese mar con el Rin, lo  que fue una colosal empresa. Tal canal todavía se conoce por su nombre.

Su contemporáneo Tácito, al relatar las campañas de Germánico de 14 a 16 en Germania, señala que:

Germánico, una vez distribuida los víveres, las legiones y sus auxiliares en los barcos, penetró en el canal excavado por su padre, Druso, y rogó a este que lo auxiliará en su empresa, ya que estaba asumiendo un alto riesgo, para que, gracias a su misericordioso y benigno modelo, fuera también recordado por sus acciones.

La misión de este canal fue comunicar el curso inferior del Rin con el mar del Norte de una forma relativamente segura a través de territorio romano y hacer que la classis Germanica se convirtiese en una permanente amenaza para las tribus germanas ribereñas.
La Arqueología todavía no ha sido capaz de fijar exactamente el recorrido de la Fossa Drusiana, pero se sabe que nacía en el curso del Rin a la altura de Arnhem (Países Bajos) para morir en el Ijssel, cerca de la localidad de Doesburg (Países Bajos), conociéndose este trazado actualmente en flamenco como Gelderse Ijssel. El actual canal de Utrech, entre esa localidad y el Ijsselmeer, puede seguir en la mayor parte de su recorrido el trazado del antiguo canal excavado por Druso.
Últimamente, se ha defendido la posibilidad de la existencia de un segundo canal excavado por orden de Druso entre el Zuiderzee y el mar del Norte, formando parte del brazo del Rin conocido actualmente como Lange Renne.